# Oncidium morenoi
Pequena espécie epífita com minúsculos pseudobulbos ovais e achatados de meio centímetro de altura, encimados por pequena folha ovalata e pontuda, de consistência grossa e quilhada, com cinco centímetros de comprimento por dois centímetros de largura. São verdes, densamente pontilhadas de marrom. Inflorescência basal curta e ereta de cinco centímetros de altura, portando pequenas flores brancas com vistosa mácula amarela no labelo.
Floresce em outubro.